# Antarctobiotus muscicolus
Antarctobiotus muscicolus is een eenoogkreeftjessoort uit de familie van de Canthocamptidae. De wetenschappelijke naam van de soort is voor het eerst geldig gepubliceerd in 2000 door Apostolov.